# 亞歷山德羅·加齊
亞歷山德羅·加齊（義大利語：Alessandro Gazzi；1983年1月28日—）是一位意大利足球運動員。在場上的位置是防守型中場。他現在效力於意大利足球甲級聯賽球隊都靈足球俱樂部。他也曾效力於錫耶納等球隊。